# Zarcinia melanozestas
Zarcinia melanozestas is een vlinder uit de familie Galacticidae. De wetenschappelijke naam is voor het eerst geldig gepubliceerd in 1935 door Meyrick.
De soort komt voor in Europa.